# Johnny Cardoso
Johnny Cardoso (Denville, 2001. szeptember 20. –) amerikai válogatott labdarúgó, a spanyol Atlético Madrid középpályása.

## Pályafutása

### Klubcsapatokban
Cardoso a New Jersey állambeli Denville városában született. Az ifjúsági pályafutását a brazil Criciúma és Avaí csapatában kezdte, majd a Internacional akadémiájánál folytatta.
2019-ben mutatkozott be az Internacional első osztályban szereplő felnőtt keretében. Először a 2019. szeptember 15-ei, Mineiro ellen 3–1-re megnyert mérkőzés 75. percében, Rafael Sóbis cseréjeként lépett pályára. Első gólját 2021. március 5-én, a Pelotas ellen idegenben 2–2-es döntetlennel zárult találkozón szerezte meg.
2023. december 27-én a spanyol Real Betis 6,3 millió dollárért szerződtette ötévre. 2024. január 21-én mutatkozott be a bajnokságban a Barcelona ellen 4–2-re elvesztett mérkőzésen. 2025. február 4-én 2030-ig meghosszabbította szerződését.
2025. július 16-án ötéves  szerződést írt alá az Atlético Madrid csapatával.

### A válogatottban
Cardoso az U23-as korosztályú válogatottban is képviselte Amerikát.
2020-ban debütált a felnőtt válogatottban. Először a 2020. november 12-ei, Wales ellen 0–0-ás döntetlennel zárult mérkőzés 71. percében, Tyler Adams-et váltva lépett pályára.

## Statisztikák
2023. június 1. szerint
| Klub          | Szezon   | Osztály  | Bajnokság | Bajnokság | Kupa  | Kupa | Nemzetközi | Nemzetközi | Összesen | Összesen |
| Klub          | Szezon   | Osztály  | Meccs     | Gól       | Meccs | Gól  | Meccs      | Gól        | Meccs    | Gól      |
| ------------- | -------- | -------- | --------- | --------- | ----- | ---- | ---------- | ---------- | -------- | -------- |
| Internacional | 2019     | Série A  | 1         | 0         | 0     | 0    | —          | —          | 1        | 0        |
| Internacional | 2020     | Série A  | 17        | 0         | 1     | 0    | 3          | 0          | 21       | 0        |
| Internacional | 2021     | Série A  | 31        | 1         | 1     | 1    | 1          | 0          | 33       | 2        |
| Internacional | 2022     | Série A  | 34        | 3         | 0     | 0    | 4          | 0          | 38       | 3        |
| Internacional | 2023     | Série A  | 17        | 2         | 4     | 0    | 3          | 0          | 24       | 2        |
| Összesen      | Összesen | Összesen | 100       | 6         | 6     | 1    | 11         | 0          | 117      | 7        |

### A válogatottban
| Válogatott       | Év       | Pályára lépés | Gól |
| ---------------- | -------- | ------------- | --- |
| Egyesült Államok | 2020     | 2             | 0   |
| Egyesült Államok | 2021     | 1             | 0   |
| Egyesült Államok | 2022     | 1             | 0   |
| Egyesült Államok | 2023     | 5             | 0   |
| Egyesült Államok | 2024     | 9             | 0   |
| Egyesült Államok | 2025     | 4             | 0   |
| Összesen         | Összesen | 22            | 0   |

## Sikerei, díjai
Amerikai válogatott
- CONCACAF Nemzetek ligája
  - Győztes (2): 2022–23, 2023–24